# Средние Алгаши
Сре́дние Алга́ши (чув. Чӑвашкасси Улхаш) — деревня в Цильнинском районе Ульяновской области. Входит в состав Алгашинского сельского поселения.

## Название
Представляется вероятным, что топоним «Улхаш» этимологически связан с чувашским языческим именем Улхаш и имеет связь с населёнными пунктами Чувашские Алгаши, Русские Алгаши, Большие Алгаши Шумерлинского района Чувашской Республики, а также деревней Нижние Олгаши Моргаушского района.

## География
Населённый пункт расположен в 23 километрах к северо-западу от районного центра, села Большое Нагаткино, в непосредственной близости от автомобильной дороги А151. Деревня находится на стыке границ Ульяновской области и Республики Татарстан, на реке Цильна.

## История
Поселение было основано во второй половине XVI века.
В соответствии с альтернативными источниками, деревня была основана в 1607-1608 годах переселенцами из селений Хывай, Хыргасы и Азангасы, и первоначально именовалась Сулхаш. Основателями деревни являлись три чуваша: Тархан, Шинкарей и Эльментюк. Продолжателями рода Тархана стали его дети Пархан, Ильтирек и Тиняковот, от которых берет начало родословная большинства современных жителей Средних Алгашей.
В 1780 году, при создании Симбирского наместничества, «деревня Алгаш, и Средней Алгаш, при речке Кирсерме, а жители в них к платежу податей числятца по ревизии в деревнях Старой и Новой Алгашах», вошла в состав Симбирского уезда.
В советские годы работал колхоз «Победа». В 1990-е годы работало СП «Заря».

## Население
Население составляло 426 человек в 2002 году (чуваши 100%), 407 по переписи 2010 года, 359 по переписи 2020 года.

## Известные уроженцы
- Ермилов, Анатолий Фёдорович (Анатолий Юман) — чувашский поэт, заслуженный работник культуры Российской Федерации.
- Лисков, Григорий Григорьевич — чувашский композитор, фольклорист, педагог.

## Достопримечательности
- Памятник воинам землякам честь 40-летия Победы (с. Средние Алгаши, 1985 г.)[11]